# Autonome Regering van Zuid-Chahar
De Autonome Regering van Zuid-Chahar, ook wel de Autonome Regering van Chanan, was een marionettenstaat van het Japans Keizerrijk en een administratief autonoom onderdeel van Mengjiang vanaf haar oprichting in 1937 tot de volledige fusie in 1939. Na de Japanse invasie van China in juli 1937 werden regionale regeringen opgericht in door Japan bezette gebieden. Na Operatie Chahar in september 1937, die de Japanse bezetting uitbreidde tot de noordelijke regio van Shanxi, werd meer formele controle over het gebied ingesteld door de oprichting van de Autonome Regering van Noord-Shanxi, evenals de Autonome Regering van Zuid-Chahar ten oosten van Shanxi.

## Geschiedenis
Op 27 augustus 1937 bezette het Kanto-leger Kalgan, de hoofdstad van de provincie Chahar van de Republiek China. De heer Yu Pinqing, een uitvoerend lid van de Kamer van Koophandel te Kalgan, werd uitgenodigd door het Japanse leger en benoemd tot lid van het vredesbewakingscomité dat daar gevestigd was. Op 4 september werd de Autonome Regering van Zuid-Chahar opgericht door het vredesbewakingscomité van Kalgan. Kalgan werd gekozen als hoofdstad (omdat het deze voorlopige functie al droeg), en tien prefecturen in het zuidelijke deel van de provincie Chahar (wetende Xuanhua, Wanquan, Huai'an, Zhuolu, Yu, Yangyuan, Chicheng, Ryuseki, Enkei, Huailai) werden hierin opgenomen.
Naast de Autonome Regering van Zuid-Chahar, werden tegelijkertijd de Mongoolse Verenigde Autonome Regering en de Autonome Regering van Noord-Shanxi in het Mengjiang-gebied opgericht. Deze drie autonome regeringen richtten het Mongoolse Uniecomité op om elkaars integratie te vergemakkelijken. Dit comité functioneerde echter niet goed. Daarom werden in september 1939 de drie regeringen samengevoegd tot de nieuw opgerichte Verenigde Autonome Regering van Mengjiang. Tegelijkertijd werd de Autonome Regering van Zuid-Chahar gereorganiseerd als het Regeringsbureau van Zuid-Chahar en opgenomen in de administratieve afdelingen van de nieuwe regering, en het Regeringsbureau van Zuid-Chahar werd in 1943 op haar beurt omgedoopt tot het Ministerie van Xuanhua.

## Politiek
In de Autonome Regering van Zuid-Chahar speelden de twee hoogste leden, gekozen uit het comité politieke zaken, de rol van administratieve leiders. Daarnaast waren er afdelingen voor Algemene Zaken, de Dienst Burgerzaken, de Dienst Financiën en de Dienst Nationale Veiligheid, en werd een directeur aangesteld als hoofd van elke afdeling. Bovendien werden Japanners als adviseurs naar elk departement van de Autonome Regering gestuurd, zodat ze zich konden bemoeien met het bestuur van het land, waardoor de status van het land als een Japanse marionettenstaat verder werd verstevigd.

### Personen
De hoofdpersonen in de regering van Zuid-Chahar waren als volgt:
- Hoofdadviseur: Motohei Takeuchi
- Hoofdcommissarissen: Yu Pinqing, Du Yunyu
- Ministers zonder portefeuille: Yu Pinqing, Du Yunyu, Yunyu Minami, Xiang Xiao, Satoshi Shaen, Han Yun, Jinqi Chung, Han Yufeng
- Manager Algemene Zaken: Chen Yuming
- Directeur van de Dienst Burgerzaken: Chen Yuming, Roh Kagami[7]
- Directeur van de Dienst Financiën: Yang Jinsheng
- Directeur van de Dienst Nationale Veiligheid: Kazuya Takaki